# تقدیم به همه پسران: همیشه و تا ابد (لارا جین)
تقدیم به همه پسران: همیشه و تا ابد، لارا جین (به انگلیسی: To All the Boys: Always and Forever, Lara Jean) یک فیلم کمدی رمانتیک نوجوان آمریکایی در دست ساخت به کارگردانی مایکل فیموگناری و با بازی لانا کاندور و نوحا سنتینو است. این فیلم بر اساس رمان سال ۲۰۱۷ جنی هان ساخته شده‌است.
این فیلم دنباله ای برای فیلم تقدیم به همه پسران: پی‌نوشت. من هنوز دوستت دارم (۲۰۲۰) است و سومین قسمت در این مجموعه فیلم است.
تهیه‌کنندگان کار را روی فیلم همیشه و تا ابد را در حالی شروع کردند که فیلم پی‌نوشت. من هنوز دوستت دارم، همچنان در دست تولید بود. تصویربرداری اصلی در ونکوور، بریتیش کلمبیا، کانادا در ۱۵ ژوئیه ۲۰۱۹ دو ماه پس از تولید فیلم دوم، آغاز شد اگرچه تولید آن به طور رسمی در اوت ۲۰۱۹ اعلام شد.

## موضوع
رابطه لاراجین و پیتر به دلیل رفتن به دانشگاه با چالش‌های جدیدی رو به رو است و لاراجین باید تصمیم بگیرد که می‌خواهد با پیتر به یک دانشگاه برود یا رؤیای خودش رو دنبال کند….

## داستان
لارا جین سانگ-کوی، همراه با خواهرانش، کیتی و مارگوت، پدرش دن، و همسایه و نامزد پدرش ترینا روتشیلد، برای تعطیلات بهاری به سئول سفر می‌کند. او با جستجوی قفلی که مادرش برای یادبود عشقش به دن بر روی پلی گذاشته بود، ارتباطی دوباره با یاد و خاطرهٔ مادرش برقرار می‌کند و سرانجام پیام همراه آن را می‌خواند که نوشته: «برای باقی عمرم».
پس از بازگشت به خانه، لارا جین به دوست‌پسرش، پیتر کاوینسکی، می‌گوید که آن‌ها هرگز «دیدار بامزهٔ عاشقانه» نداشته‌اند، اما پیتر باور نمی‌کند چون خاطرهٔ اولین دیدارشان را خوب به یاد دارد. آن‌ها حتی آهنگ ویژه‌ای هم ندارند، پس پیتر شروع به انتخاب آهنگ می‌کند. لارا جین با نگرانی منتظر نتیجهٔ درخواست پذیرش خود از دانشگاه استنفورد است تا بتواند همراه پیتر به دانشگاه برود. او همچنین برای اطمینان، در دانشگاه کالیفرنیا، برکلی و دانشگاه نیویورک نیز درخواست داده‌ است.
دن به ترینا پیشنهاد ازدواج می‌دهد و خانواده برنامه‌ریزی برای مراسم عروسی را آغاز می‌کند. سه خواهر قرار است ساقدوش باشند. لارا جین زمانی که از استنفورد رد می‌شود، ناامید می‌شود. رؤیای مشترکش با پیتر فرو می‌ریزد.
یک پیامک اشتباهی به پیتر باعث می‌شود او تصور کند که لارا جین پذیرش گرفته است. پس با لباس کامل استنفورد از راه می‌رسد و با خوشحالی او را به غذاخوری محبوبشان می‌برد تا جشن بگیرند. لارا جین سعی می‌کند حقیقت را بگوید، اما پیتر با پیشنهاد رفتن به مهمانی پایان سال حرفش را قطع می‌کند. روز بعد، لارا جین برای اینکه نگویید می‌خواهد مدرسه را پیچاند، موضوع پذیرش از برکلی را مخفی نگه می‌دارد.
در سفر سال آخر به نیویورک، لارا جین بالاخره موضوع اشتباه را به پیتر می‌گوید. پیتر خوب با این قضیه کنار می‌آید و هر دو امیدوارند که رابطه‌شان با توجه به نزدیکی برکلی و استنفورد (حدود یک ساعت با ماشین) دوام بیاورد. روز بعد، لارا جین و دوستش کریس به مهمانی دانشگاه نیویورک دعوت می‌شوند. لارا جین از آنجا لذت می‌برد و جذب برنامه‌های دانشگاه و حال‌وهوای شهر می‌شود.
پس از بازگشت، در یک قرار عاشقانه با پیتر، پدر غایب پیتر با او تماس می‌گیرد و پیشنهاد دیدار می‌دهد. کمی بعد، لارا جین متوجه می‌شود که از دانشگاه نیویورک نیز پذیرش گرفته است. او میان رفتن به نیویورک و باقی‌ماندن در برنامهٔ مشترکش با پیتر دچار تردید می‌شود، اما در نهایت تصمیم می‌گیرد به دانشگاه نیویورک برود.
ناراحتی پیتر از این تصمیم محسوس است. اگرچه مراسم پایان سال خوب آغاز می‌شود، اما لارا جین حسی از دل‌آشوبی دارد. او پیتر را به اتاقش دعوت می‌کند و برنامه دارد برای نخستین‌بار با او رابطه برقرار کند. پیش از آن، جعبه‌ای از یادگاری‌های مشترکشان را به او می‌دهد. پیتر که این رفتارها را نشانه‌ای از پایان رابطه و دوری آن‌ها می‌بیند، تصمیم به جدایی می‌گیرد تا خود را از درد جدایی در آینده محافظت کند.
پیتر به خواستهٔ لارا جین احترام می‌گذارد و در مراسم ازدواج دن و ترینا شرکت نمی‌کند. در عوض، با پدرش دیدار می‌کند. پدرش از نبودنش عذرخواهی می‌کند و می‌گوید انسان باید برای کسی که دوستش دارد هر کاری بکند. این باعث می‌شود پیتر به فکر لارا جین بیفتد و تصمیمش را عوض کند. پس از مراسم، کیتی با پیتر هماهنگ می‌کند تا دیداری میان او و لارا جین در چادر جشن ازدواج ترتیب دهد.
لارا جین در سالنامه‌اش نامه‌ای از پیتر پیدا می‌کند که در آن، خاطرهٔ اولین دیدارشان در کلاس ششم نوشته شده و پیمانی پیشنهاد شده برای اینکه همواره عاشق هم بمانند، با وجود فاصلهٔ ۴۸۰۰ کیلومتری (۳۰۰۰ مایلی) میان استنفورد و نیویورک. پیتر وارد می‌شود و از لارا جین می‌خواهد پیمان را امضا کند، که او با شادی می‌پذیرد. آن‌ها با آهنگی که لارا جین در مهمانی دانشگاه نیویورک شنیده بود می‌رقصند و پیتر تأیید می‌کند که این، آهنگ مشترکشان است.
فیلم با تأملات لارا جین به پایان می‌رسد؛ او می‌گوید چیزی که با پیتر دارد را می‌خواهد، بدون توجه به آنچه فیلم‌ها یا کلیشه‌ها دربارهٔ روابط دور می‌گویند. او همچنان امیدوار است که فاصله، فرصتی برای ادامهٔ نوشتن نامه‌های عاشقانه برای یکدیگر باشد.

## بازیگران
- لانا کاندر در نقش لارا جین «ال جی» سانگ-کووی، یک دانش آموز دبیرستانی نیمه کره ای، نیمه سفید و شخصیت اصلی
- نوحا سنتینو در نقش پیتر کاوینسکی، دوست پسر لارا جین و یک بازیکن محبوب لاکراس
- جردن فیشر در نقش جان آمبروس مک کلارن، عشق لارا جین در کلاس ششم، دانشجوی سابق الگوی سازمان ملل و همکلاسی سابق لارا جین و پیتر
- آنا کتکارت در نقش کاترین «کیتی» سانگ-کووی، خواهر کوچک بازیگوش لارا جین
- جنا پریش در نقش مارگوت سانگ-کووی، خواهر بزرگتر و مسئول لارا جین
- راس باتلر در نقش ترور پیک، دوست خوب پیتر و لارا جین و دوست پسر کریس
- مدلین آرتور در نقش کریستین «کریس»، دختر عموی جنویو و بهترین دوست لارا جین
- امیلیا باراناک در نقش جنویو «جن»، دختری زیبا و محبوب و دوست سابق پیتر و رقیب لارا جین
- ترزو ماهورو به عنوان لوکاس جیمز، دوست همجنسگرا و دوست داشتنی لارا جین و همچنین یکی از عشق‌های سابق او
- هالند تیلور در نقش ادیت «استورمی» مک کلارن شیهان، مادربزرگ جان
- سارایو بلو در نقش ترینا روتشیلد، همسایه خانواده کووی
- جان کوربت در نقش دکتر دانیل «دن» کووی، پدر مهربان و تا حدودی محافظ لارا جین
- کلسی ماوما در نقش امیلی، دوست جنویو
- جولی تائو در نقش هاون، دختر عموی کره ای خانواده کووی